# Відьми з дзвіниці
Відьми з дзвіниці (англ. Belfry Witches) — британський сімейний телесеріал виробництва компанії BBC. Прем'єра відбулася 1 вересня 1999 року, останній епізод був показаний 1 листопада 2000 року. В Україні транслювався Новим каналом.
У серіалі розповідається про двох відьом-підлітків, Скерті Марм (Лора Седлер) та Олд Ноші (Люсі Девіс), які накоїли лиха у тихому англійському селищі Трентерз Енд, куди вони потрапили після того, як були вигнані з Відьминого Острову. Головні персонажі серіалу — дві відьми, церковний прислужник на ім'я Бен Бабберком (Ґ'юрі Сароссі), тамтешній "неслухняний хлопчисько" Кріс Такер (Скотт Чарльз), набридлива жінка на ім'я місіс Беґґ-Мінлі (Пола Джейкобс), та місіс Аберкромбі (Джен Гарві), верховна відьма, яка вигнала Скерті Марм та Олд Ноші з Відьминого Острову. Назва серіалу пояснюється тим, що після вигнання відьми оселилися у церковній дзвіниці.
Серіал було знято за мотивами однойменної серії дитячих книжок письменниці та журналістки Кейт Саундерс.
Основна музична тема серіалу — Something Spooky у виконанні дівочого поп-гурту Atomic Kitten (Ліз МакКларнон, Наташа Гамільтон і Керрі Катона).

## У ролях
- Лора Седлер — Скерті Марм
- Люсі Девіс — Олд Ноші
- Джен Гарві — місіс Аберкромбі
- Скотт Чарльз — Кріс Такер
- Пола Джейкобс — місіс Беґґ-Мінлі
- Джозеф О'Коннор — Гарольд Снеллінґ
- Ґ'юрі Сароссі — Бен Бабберком
- Поллі Ірвін — місіс Такер
- Френк Карсон — Джиммі Блоутер
- Пола Стокбридж — Детті Ґроґґс